# Iglesia de San Pedro (Pola de Siero)

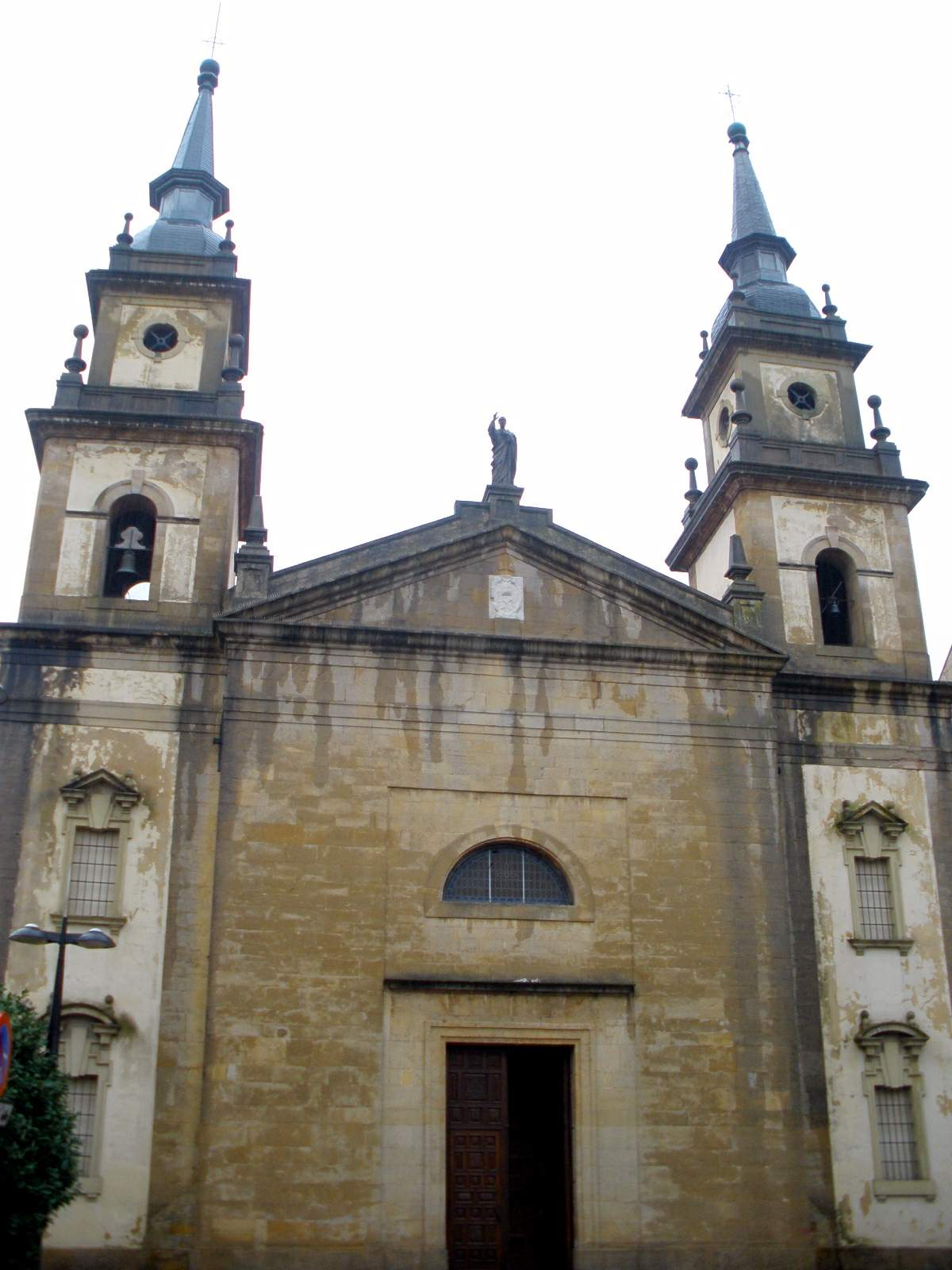
Fachada de la iglesia de San Pedro

Templo del siglo XIX situado en el centro de la villa de Pola de Siero, Asturias, España. Se encuentra entre las calles Celleruelo y Marquesa de Canillejas, muy próxima a donde se alzaba el antiguo hospital de peregrinos, núcleo de fundación de la villa.

## Antecedentes
La actual iglesia sustituye a otra anterior de la cual no se sabe la fecha de su consagración, y que estaba situada en la plaza de Argüelles de Pola de Siero. 
Esta iglesia, denominada la iglesia vieja, además de acusar el paso del tiempo se había quedado pequeña ante el aumento del vecindario, con lo cual a finales del siglo XVIII se necesitaba construir un nuevo templo que diera cabida a toda la vecindad y que sustituyera a la ruinosa iglesia vieja. Por todos estos motivos, y para que la nueva iglesia gozara de mayor autonomía, ya que la antigua se comunicaba con el palacio de los marqueses de Santa Cruz a través de un pasadizo que llegaba a la tribuna que estos poseían en la iglesia, se decide construir un nuevo templo.

## Historia
En febrero de 1801 el rey Carlos IV otorga por decreto el pago de impuestos en el municipio de Siero para subvencionar la construcción del nuevo templo.
A finales de julio de ese mismo año el arquitecto Alfonso Rodríguez firma los planos del nuevo edificio, pero no será hasta 1805 cuando se coloque la primera piedra de la nueva iglesia. Dos años después, en 1807, se obliga al párroco a abonar 1500 reales al mes ante la falta de dinero. También se obliga al Marqués de Santa Cruz a pagar 12000 reales, con la amenaza de que si no pagaba perdería el patronato sobre el templo, cosa que terminó ocurriendo.
Al año siguiente, con la llegada de la Guerra de la Independencia, se suspenden las obras, siendo la iglesia en construcción destinada a cementerio ya que la vieja no podía con todos los enterramientos.
En el año 1842 se terminan las obras, pero la iglesia no se inugurará hasta la festividad de su patrón titular, San Pedro del año 1845.
En los años siguientes el culto no puede ser celebrado en la nueva iglesia, ya que corre riesgo de derrumbe, por lo que las celebraciones religiosas deben ofrecerse en la capilla del cercano hospital de peregrinos, ya que la antigua iglesia estaba en ruina. En 1867 se procede a la restauración del templo y en 1870 se abre al culto de nuevo.
Ya comenzado el siglo XX se da una altura de 17 metros más a las torres y se decora el interior del templo con pinturas de Canalda y Alsina.
En los años 1934 y 1936 se pierden grandes obras pictóricas y escultóricas debido a la voladura del presbiterio y a un incendio que sufre el templo. Tras el final de la guerra civil española se construye un retablo mayor para sustituir al destruido.
Sin embargo en 1959 se encargan a Casimiro Baragaña unos frescos que sustituyan ese nuevo retablo mayor y que tengan como figura central una imagen de San Pedro. Se aprovecha para renovar todo el presbiterio.

## Patrimonio
Iglesia de estilo neoclásico, su estructura es de cruz latina, aunque dentro se produzca la sensación de planta basilical. El templo es demasiado grande con respecto a otros próximos, al igual que sus dos torres. La entrada, simple ahora, antaño contaba con un pórtico derruido a mediados del siglo pasado.
En el interior se diferencian claramente tres naves, separadas entre sí por grosas columnas. La nave central al igual que el presbiterio está cubierta por bóveda de medio cañón, y las otras dos naves tienen techumbre a un solo agua. Las dos naves laterales están ornamentadas por retablos y ventanales.
Centrándonos en el presbiterio, éste no cuenta con retablo sino con unos frescos de Casimiro Baragaña que representan la Natividad del Señor a la derecha, la Crucifixión del Señor a la izquierda y San Pedro en el centro portando la llave de los cielos y rodeado de gentes de todas las clases. Detrás del apóstol se representan multitud de edificios eclesiásticos que representan la universalidad de la Iglesia. Bajo el fresco central, en letras doradas sobre mármol negro podemos leer: 

TU ES PETRUS ET SUPER HANC PERAM AEDIFICABO ECCLESIAM MEAM
(Tú eres Pedro y sobre esta piedra edificarás mi iglesia)

A los lados del mismo fresco dos puertas diseñadas también por Baragaña, comunican con la sacristía. 
El altar bordeado por dos ángeles representando las letras alfa y omega, principio y fin, cuenta también en su centro con un crismón. 
Entre la imaginería cabe destacar la imagen de la Inmaculada traída desde Filipinas, que se encuentra habitualmente en la capilla de la cripta parroquial, y la imagen de la Virgen del Carmen, que cuenta con una gran devoción local. También existe en una capilla del año 1981, la misma donde se encuentra la imagen de la Inmaculada, anexa a la iglesia, una imagen antiquísima de los santos Fabián y Sebastián.